# Владимиров, Альберт Ильич
 Альбе́рт Ильи́ч Влади́миров  (3 июля 1939, Вологда, РСФСР, СССР — 29 апреля 2020, Москва, Россия) — инженер и учёный в области процессов и аппаратов нефтегазопереработки и нефтехимии; педагог, организатор подготовки кадров в системе высшей школы. Кандидат технических наук, профессор. Ректор Российского государственного университета нефти и газа имени И. М. Губкина (1993—2008). Президент РГУ нефти и газа им. И. М. Губкина (2009—2019). Лауреат Государственной премии Российской Федерации в области науки и техники и премии Правительства Российской Федерации в области образования.

## Хроника профессиональной деятельности
- 1956: окончил Ленинградское суворовское военное училище;
- 1961—1972: механик установки Салаватского нефтехимического комбината;
- 1963: окончил Московский институт нефтехимической и газовой промышленности имени И. М. Губкина по специальности «Машины и аппараты химических производств»[2], получил диплом с отличием;
- 1963—1977: работал в Московском институте нефтехимической и газовой промышленности имени И. М. Губкина — младший научный сотрудник, ассистент, старший преподаватель, доцент;
- 1970: окончил аспирантуру МИНХ и ГП имени И. М. Губкина;
- 1971: кандидат технических наук[3];
- 1977: избран секретарём Октябрьского райкома КПСС Москвы;
- 1980—1987: работал инструктором Отдела науки и учебных заведений ЦК КПСС;
- 1987—1992: первый зам. заведующего Отделом, зав. Отделом образования, культуры и здравоохранения Совета Министров СССР;
- 1992—1993:[4] продолжил научную и преподавательскую деятельность в Государственной академии нефти и газа имени И. М. Губкина, был избран заведующим кафедрой оборудования нефтегазопереработки Государственной академии нефти и газа имени И. М. Губкина;
- 1993: утверждён в учёном звании профессора;
- 1993—2008: ректор РГУ нефти и газа имени И. М. Губкина;
- 2009—2019: президент РГУ нефти и газа (НИУ) имени И. М. Губкина[5].

## Научная и педагогическая деятельность
Научная специализация профессора А. И. Владимирова — проблемы разработки многофункциональных совмещённых процессов и аппаратов для первичной и вторичной переработки углеводородного сырья. Альберт Ильич Владимиров являлся известным учёным по гидродинамике двухфазных потоков, разработке оборудования для каталитических процессов.
Профессор А. И. Владимиров вносил значительный вклад в деятельность научного, образовательного сообщества и объединений промышленников в нефтегазовой сфере:
- 1993—2008: председатель Учебно-методического объединения вузов России, осуществляющих подготовку инженерных и научно-педагогических кадров для нефтегазовых отраслей;
- 1996—2010: заместитель председателя Российского национального комитета по мировым нефтяным конгрессам;
- с 1996: член бюро НТС ОАО «Газпром»;
- 1998—2007: председатель специализированного совета по защите диссертаций;
- 1998—2013: член Аккредитационной коллегии Федеральной службы по надзору в сфере образования и науки;
- с 1998: член Совета Союза нефтегазопромышленников России;
- с 1999: член Совета по присуждению премий Правительства Российской Федерации в области науки и техники;
- заместитель председателя Научно-технического общества им. И. М. Губкина;
- член Высшего горного совета;
- член Правления Международной топливно-энергетической ассоциации;
- с 2004: член Экспертного совета при Комитете Государственной Думе по образованию;
- 2006—2014: член Правления Российского Союза ректоров;
- 1994—2009: заместитель председателя НТО имени И. М. Губкина.

А. И. Владимиров являлся главным редактором журнала «Химия и технология топлив и масел» (с 1996), членом редакционных коллегий и советов журналов «Высшее образование сегодня», «Высшая школа XXI века», «Нефть, газ и бизнес», «Управление качеством в нефтегазовом комплексе», «Технология нефти и газа».
За годы научно-педагогической деятельности профессором А. И. Владимировым подготовлены 6 кандидатов технических наук.

## Признание
- Орден «За заслуги перед Отечеством» IV степени (2000)[6];
- Орден Дружбы (2009)[7];
- Орден «Знак Почёта» (1986);
- Почетный профессор Кзылордынского политехнического института Республики Казахстан (1996);
- Медали «В память 850-летия Москвы», «За заслуги в проведении Всероссийской переписи населения», Министерства обороны РФ «Генерал армии Хрулев» (2005), «За укрепление боевого содружества» (2011), Союза нефтегазопромышленников России «За развитие нефтегазового комплекса России» (2009), медаль «За заслуги перед университетом» (2009);
- Ветеран труда газовой промышленности (1999);
- Государственная премия Российской Федерации в области науки и техники — за работу «Комплексное решение проблемы безопасного освоения уникальных сероводородсодержащих нефтегазовых ресурсов Прикаспийского региона (теория и практика)» (2002)[8];
- Премия Правительства Российской Федерации в области образования — за учебно-методический комплект «Цикл дисциплин для гуманитаризации инженерно-технического образования в нефтяных вузах» для образовательных учреждений высшего профессионального образования (2007)[9];
- Благодарность Президента Российской Федерации (2004);
- Заслуженный работник высшей школы Российской Федерации (2004)[10];
- Заслуженный деятель науки Республики Башкортостан[2] (1999);
- Заслуженный деятель науки Республики Татарстан[2] (2000);
- Заслуженный деятель науки Республики Саха (Якутия);
- Действительный член Российской инженерной академии[2];
- Действительный член Российской академии естественных наук[2];
- Действительный член Международной академии топливно-энергетического комплекса[4][2];
- Премия ВЦСПС (1983);
- Почётный работник газовой промышленности (1998);
- Почётный нефтяник (1998);
- Лауреат премии имени И. М. Губкина (1996, 2002, 2006);
- Премия им. Н. К. Байбакова (2004);
- Премия «Золотой РОСИНГ» (2002);
- Премия РАЕН (2003);
- Золотой почётный знак национального фонда «Общественное признание»[5] (2004);
- Почетный нефтяник ОАО «Татнефть» (2010);
- Заслуженный работник ТНК-BP (2010).

## Наиболее известные научные работы
Профессор А. И. Владимиров — автор более 200 научных трудов, включая учебники и учебные пособия для вузов. Среди наиболее известных научных работ А. И. Владимирова:
1. Процессы и аппараты нефтегазопереработки и нефтехимии: Учеб. для студентов вузов, обучающихся по направлению «Оборудование и агрегаты нефтегазового производства» / А. И. Скобло, Ю. К. Молоканов, А. И. Владимиров, В. А. Щелкунов. — М.: Недра, 2000. — 676 с. — ISBN 5-8365-0035-5. — 2-е издание: Москва, Изд. центр РГУ нефти и газа им. И. М. Губкина, 2012. — 725 с. — ISBN 978-5-91961-072-4;
2. Основные процессы и аппараты нефтегазопереработки: Учеб. пособие для студентов нефтегазового профиля, обучающихся по направлению подгот. дипломир. специалиста 657300 «Оборудование и агрегаты нефтегазового пр-ва» / А. И. Владимиров, В. А. Щелкунов, С. А. Круглов. — М. Недра, 1996, 2002. — 226 с. — ISBN 5-8365-0123-8;
3. Ремонт аппаратуры нефтегазопереработки и нефтехимии: Учеб. пособие для студентов вузов, обучающихся по направлению «Оборудование и агрегаты нефтегазового пр-ва» / А. И. Владимиров, В. И. Перемячкин; М-во образования Рос. Федерации. Рос. гос. ун-т нефти и газа им. И. М. Губкина. — М.: Нефть и газ: РГУ нефти и газа им. И. М. Губкина, 2001. — 115 с. — ISBN 5-7246-0158-3;
4. Каталитический крекинг с кипящим (псевдоожиженным) слоем катализатора. Реакторно-регенераторный блок (уч.пособие для вузов допущено Комитетом по высшей школе Миннауки РФ)/А. И. Владимиров, М. Нефть и газ, 1992.- 45 с.
5. Установки каталитического реформинга (уч.пособие для вузов допущено Комитетом по высшей школе Миннауки РФ)/А. И. Владимиров, М. Нефть и газ, 1992. — 60 с.
6. Подготовка специалистов нефтегазового профиля в вузах России и за рубежом: Справочник / Учеб.-метод. об-ние вузов Рос. Федерации по высш. нефтегазовому образованию, Гос. акад. нефти и газа им. И. М. Губкина; Авт.-сост. А. И. Владимиров и др.; Под общ. ред. А. И. Владимирова. — М.: Нефть и газ, 1997. — 104 с. — ISBN 5-7246-0038-2; 1999. — 116 с. — ISBN 5-7246-0078-1 , 2004. — 163 с. — ISBN 5-7246-0275-X;
7. Высшее нефтегазовое образование: Проблемы, перспективы / А. И. Владимиров. — М.: Изд-во РГУ нефти и газа им. И. М. Губкина, 1999. — 496 с. — ISBN 5-7246-0098-6;
8. Высшее нефтегазовое образование. Поиск решений. / А. И. Владимиров. — М.: Изд-во РГУ нефти и газа им. И. М. Губкина, 2004. — 261 с. — ISBN 5-7246-0274-1
9. Высшее нефтегазовое образование: инновационный путь развития / А. И. Владимиров. — Москва: Недра, 2009. — 330 с. — ISBN 978-5-8365-0339-0
10. Болонский процесс и его влияние на отечественную систему высшего образования / А. И. Владимиров; Федеральное агентство по образованию, Российский гос. ун-т нефти и газа им. И. М. Губкина. — Москва: Недра, 2009. — 23 с. — ISBN 978-5-8365-0340-6;
11. Об управлении вузом / А. И. Владимиров; Федеральное агентство по образованию, Российский гос. ун-т нефти и газа им. И. М. Губкина. — Москва: Недра, 2009. — 22 с. — ISBN 978-5-8365-0341-3;
12. О воспитании Губкинца / А. И. Владимиров; М-во образования и науки РФ, Российский гос. ун-т нефти и газа им. И. М. Губкина. — Москва: Недра, 2010. — 27 с. — ISBN 978-5-8365-0344-4;
13. О взаимодействии с бизнесом (отраслью)) / А. И. Владимиров; М-во образования и науки РФ, Российский гос. ун-т нефти и газа им. И. М. Губкина. — Москва: Недра, 2010. — 40 с. — ISBN 978-5-8365-0348-2;
14. О кафедре / А. И. Владимиров; М-во образования и науки РФ, Российский гос. ун-т нефти и газа им. И. М. Губкина. — Москва: Недра, 2010. — 63 с. — ISBN 978-5-8365-0351-2;
15. О международных связях / А. И. Владимиров, М-во образования и науки РФ, Российский гос. ун-т нефти и газа им. И. М. Губкина. — Москва: Недра, 2010. — 58 с. — ISBN 978-5-8365-0355-0;
16. О научной деятельности вуза / А. И. Владимиров; М-во образования и науки РФ, Российский гос. ун-т нефти и газа им. И. М. Губкина. — Москва: Недра, 2011. — 68 с. — ISBN 978-5-8365-0373-4;
17. Об инженерно-техническом образовании) / А. И. Владимиров; М-во образования и науки РФ, Российский гос. ун-т нефти и газа им. И. М. Губкина (нац. исследовательский ун-т). — Москва : Недра, 2011. — 80 с. — ISBN 978-5-8365-0382-6;
18. О кадровой политике в вузе / А. И. Владимиров; М-во образования и науки РФ, Российский гос. ун-т нефти и газа имени И. М. Губкина (РГУ). — Москва : Недра, 2011. — 76 с. — ISBN 978-5-8365-0385-7;
19. О стратегическом планировании и управлении в вузе / А. И. Владимиров; М-во образования и науки РФ, Российский гос. ун-т нефти и газа им. И. М. Губкина. — Москва : Недра, 2012. — 47 с. — ISBN 978-5-8365-0390-1;
20. Об инновационной деятельности вуза / А. И. Владимиров; М-во образования и науки РФ, Российский гос. ун-т нефти и газа им. И. М. Губкина (нац. исслед. ун-т). — Москва : Недра, 2012. — 71 с. — ISBN 978-5-8365-0400-7;
21. О научных и научно-педагогических школах / А. И. Владимиров; М-во образования и науки РФ, Российский гос. ун-т нефти и газа им. И. М. Губкина (нац. исслед. ун-т). — Москва : Недра, 2013. — 60 с. — ISBN 978-5-8365-0414-4;
22. О корпоративном воспитании в вузе / А. И. Владимиров; М-во образования и науки РФ, Российский гос. ун-т нефти и газа им. И. М. Губкина (нац. исслед. ун-т). — Москва : Недра, 2013. — 95 с. — ISBN 978-5-8365-0413-7;
23. О подготовке кадров для нефтегазового комплекса / А. И. Владимиров; М-во образования и науки РФ, Российский гос. ун-т нефти и газа им. И. М. Губкина (нац. исслед. ун-т). — Москва: Недра, 2014. — 71 с. — ISBN 978-5-8365-0426-7.
24. О профессорско-преподавательском составе технических вузов-центральном звене в подготовке инженерных кадров. / А. И. Владимиров, — М.Недра 2016 −111 с. ISBN 978-5-8365-0453-3
25. Академик Иван Михайлович Губкин (1871—1939). / Под ред. А. И. Владимирова. — М.: Нефть и газ: РГУ нефти и газа им. И. М. Губкина, 2000. — 113 с.;

26.	Безопасность России. Энергетическая безопасность (нефтяной комплекс России) / Коллектив авторов: А. И. Владимиров и др. — Москва, МГФ «Знание», 2000. — 432 с. — ISBN 5-87633-054-X. — 2-е издание: 2012;
1. Конкурентоспособность и проблемы нефтегазового комплекса: учеб. пособие для подгот. дипломир. специалистов по направлению 130600 «Оборудование и агрегаты нефтегазового пр-ва» / А. И. Владимиров, В. Я. Кершенбаум. — М.: НП «Национальный институт нефти и газа», 2004. — 637 с. — ISBN 5-93157-066-7;
2. Экология нефтегазового комплекса = Ecology of oil and gas complex: в двух томах: учебное пособие для подготовки бакалавров и магистров по направлению 130500 «Нефтегазовое дело», а также дипломированных специалистов по направлениям 130500 «Нефтегазовое дело» и 130600 «Оборудование и агрегаты нефтегазового производства» / Ю. В. Бабина и др.; под общ. ред. А. И. Владимирова. — Нижний Новгород: РГУ нефти и газа им. И. М. Губкина, 2007;
3. Конкурентоспособность на фоне кризиса. Нефтегазовая техника / А. И. Владимиров, В. Я. Кершенбаум. — Москва: Национальный ин-т нефти и газа, 2009. — 694 с. — ISBN 5-93157-085-3
4. Губкинский университет — кузница кадров для инновационного развития нефтегазовых отраслей промышленности./ Владимиров А. И.

Труды Российского государственного университета нефти и газа им. И. М. Губкина. 2015. № 2. С. 5-12.
1. О профессиональной и академической эквивалентности подготовки инженерных кадров./ Владимиров А. И. Химия и технология топлив и масел. 2014. № 3 (583). С. 3-5.
2. Об управлении качеством образования в вузе./Владимиров А. И. Управление качеством в нефтегазовом комплексе. 2014. № 1. С. 3-6.
3. Нефтегазовое будущее за национальным исследовательским университетом. /Владимиров А. И., Мартынов В. Г., Кульчицкий В. В., Грайфер В. И., Маганов Р. У., Шамсуаров А. А. Нефтяное хозяйство. 2009. № 5. С. 40-43.
4. Подготовка специалистов с виртуальной среде профессиональной деятельности — требование Времени./ А. И. Владимиров, В. С. Шейнбаум Высшее образование сегодня. 2007. № 10. С. 2-6.
5. Влияние научно-педагогических школ губкинского университета на развитие отечественного нефтегазового комплекса./Владимиров А. И., Левитский Д. Н.

Известия высших учебных заведений. Нефть и газ. 2005. № 3. С. 4-12.
1. История нефтегазового дела России./Шаммазов А. М., Бахтизин Р. Н., Мастобаев Б. Н., Мовсумзаде Э. М., Владимиров А. И., Карнаухов Н. Н., Цхадая Н. Д., Лапидус А. Л. Уфимский государственный нефтяной технический университет. Москва, 2001.
2. Безопасность России. Энергетическая Безопасность (Проблемы функционирования и развития электроэнергетики) Правовые, социально-экономические и научно-технические аспекты./Баринов В. А., Бушуев В. В., Волков Э. П., Раппопорт А. Н., Воропай Н. И., Кучеров Ю. Н., Мастепанов А. М., Славин Г. Б., Телегина Е. А., Труфанов В. В., Чельцов М. Б., Новожилов И. А., Троицкий А. А., Бобылев А. В., Беляев Л. С., Лачков Г. Г., Бобылева Н. В., Бондаренко А. Ф., Волков Г. А., Ивашинцев Д. А. и др./ Москва, 2001.
3. О рейтинговании вузов, осуществляющих подготовку кадров по направлению «нефтегазовое дело»./Владимиров А. И. Управление качеством в нефтегазовом комплексе. 2013. № 1 (1). С. 3-6.
4. Креативная педагогика. Методология, теория, практика. Монография./ Башмаков А. И., Башмаков И. А., Владимиров А. И., Глазачев С. Н., Грачев В. А.

Москва, 2012.
1. Наступление на проблему конкурентоспособности продолжается./ Владимиров А. И., Кершенбаум В. Я. Управление качеством в нефтегазовом комплексе. 2009. № 4. С. 2-4.

## Общественная деятельность
- 1971—1973 и 1975—1980: депутат Октябрьского районного Совета депутатов трудящихся (народных депутатов) Москвы.